# اوله نوردمار
اوله نوردمار (سوئدی: Olle Nordemar; ۲۵ ژوئیهٔ ۱۹۱۴ – ۱۸ فوریهٔ ۱۹۹۹) کارگردان فیلم، تدوین‌گر، تهیه‌کننده، فیلم‌بردار، فیلم‌نامه‌نویس اهل سوئد بود. وی بین سال‌های ۱۹۳۲ تا ۱۹۸۳ میلادی فعالیت می‌کرد.
او تهیه‌کنندهٔ فیلم کن-تیکی بود که در بیست و چهارمین دوره جوایز اسکار، برندهٔ جایزه اسکار بهترین فیلم مستند شد.
وی همچنین تهیه‌کنندگی فیلم‌های اوله هلبوم را که بر پایهٔ رمان‌های آسترید لیندگرن ساخته می‌شد، بر عهده داشت.
از دیگر فیلم‌هایی که وی در ساختِ آن نقش داشته‌است می‌توان به برادران شیردل اشاره کرد.